# Зміївська районна дитяча бібліотека
Зміївська районна дитяча бібліотека — головна бібліотека Зміївського району за профілем обслуговування дітей. Відкрита в 1946 році. Координує роботу бібліотек Зміївської центральної бібліотечної системи з дітьми, надає методичну та практичну допомогу сільським бібліотекам. Напрям діяльності — краєзнавчий, мистецький. При бібліотеці функціонує художня картинна галерея зміївських майстрів.

## Історія
У період до Другої світової війни місто Зміїв не мало окремої дитячої бібліотеки. По закінченні війни прийняте рішення про створення спеціалізованої бібліотеки для обслуговування дітей та підлітків. Необхідний для цього фонд, 5000 примірників літератури, було зібрано серед населення міста Зміїв, і в жовтні 1946 року бібліотека розпочала свою діяльність.
З 1984 р. бібліотека розташована в окремій будівлі в центрі Змієва, що був побудований як будинок для прочан при Зміївському Свято-Троїцькому соборі. Загальна площа 204 кв. м. Перебуває на балансі міської ради. Утримується за рахунок районного бюджету..
Станом на 2018 рік книжковий фонд Зміївської районної дитячої бібліотеки складав 31 556 примірників. Протягом року її відвідало 2 649 читачів. Бібліотека має 7 комп'ютеризованих робочих місць з доступом до мережі Інтернет..

## Структурні підрозділи
- Відділ обслуговування дошкільників та учнів 1-5 класів створений для наймолодших користувачів. Він поділений на ігрову зону (казки, книжки-забавки, іграшки, пазли, тощо) та фонд художньої і науково-популярної літератури. Фонди всіх відділів Зміївської дитячої бібліотеки відкритого доступу.
- Відділ обслуговування учнів 6-11 класів специфікований для обслуговування відвідувачів різних вікових категорій. З огляду на універсальність фонду, тут задовольняються інформаційні потреби відвідувачів від 11 до 25 років і старше.
- Читальний зал проводить масові заходи Зміївської дитячої бібліотеки[3].
- Інтернет-центр  надає користувачам Зміївської дитячої бібліотеки безоплатний доступ до мережі Інтернет.[1]

З 1992 року при дитячій бібліотеці діє творче об'єднання — поетична світлиця «Веселка» (тематична спрямованість — краєзнавство, естетичне виховання)
З 2003 року при бібліотеці працює клуб «Книжковий глобус».
В 2011 році бібліотека здобула перемогу у конкурсі «Організація нових бібліотечних послуг з використанням вільного доступу до Інтернету» програми «Бібліоміст». В тому ж році бібліотека стала переможцем в обласному конкурсі «Краща дитяча бібліотека Харківщини».
В 2016 році Левенко Вадим став переможцем обласного етапу Всеукраїнського конкурсу «Книгоманія 2016», посівши ІІ місце.
Зміївська дитяча бібліотека, в співпраці з Харківською обласною бібліотекою для дітей, щорічно бере участь у всеукраїнському конкурсі «Книгоманія»

## Галерея

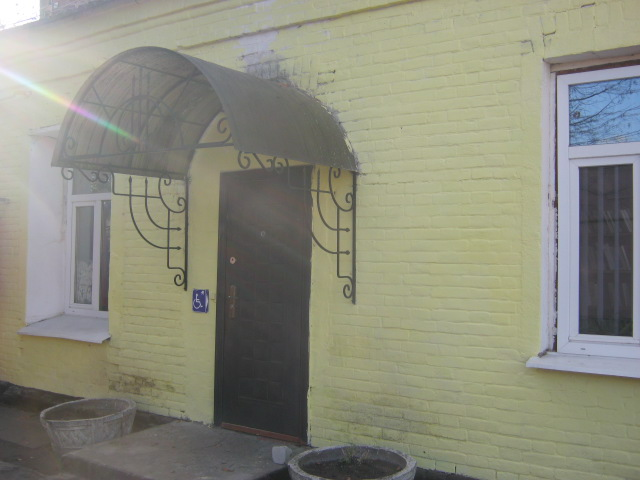
Центральний вхід до Зміївської дитячої бібліотеки
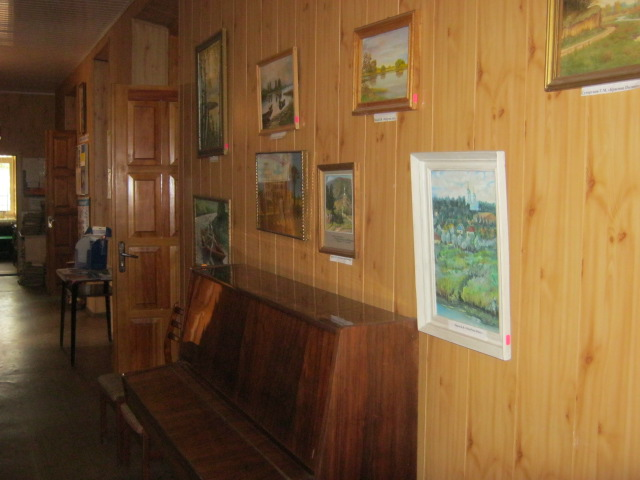
Картинна галерея у Зміївській дитячій бібліотеці
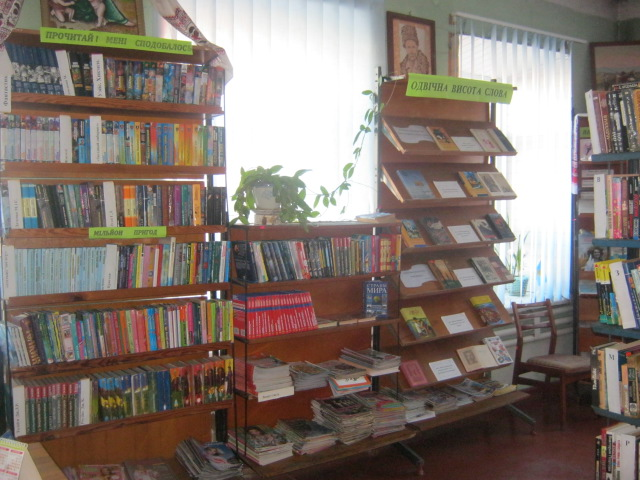
Фонд пригодницької літератури відділу обслуговування Зміївської дитячої бібліотеки
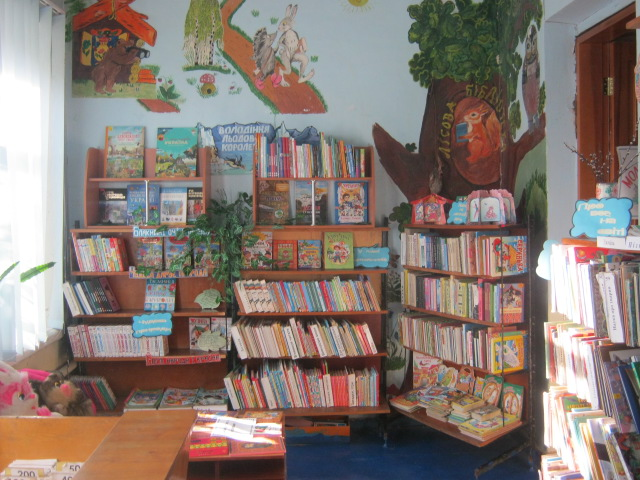
Ігрова зона відділу обслуговування користувачів Зміївської дитячої бібліотеки
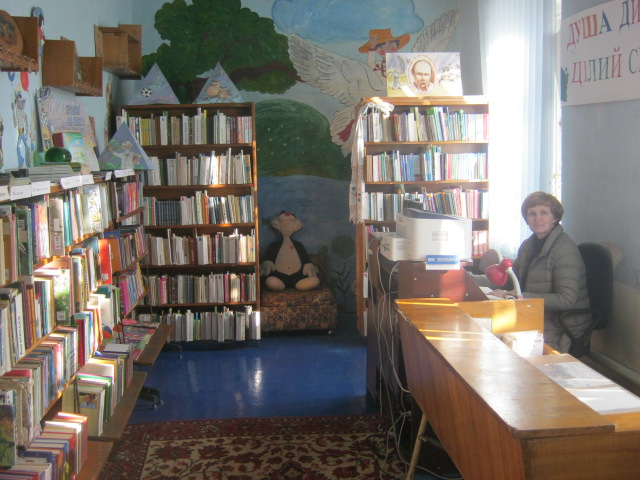
Відділ обслуговування користувачів Зміївської дитячої бібліотеки